# Аліґарг
Алігарх (Коіл) — місто в Уттар-Прадеш, на півночі центральної Індії.

## Населення
- 1981 — 320861 осіб

Розвинуте сільське господарство і переробка продуктів харчування, машинобудування і текстильна промисловість. Місто також має назва Коіл; Аліґарг — назва форту, що розташовується поруч. Тут помер відомий мусульманський соціальний діяч Саїд Ахмад-хан.